# Sascha Risch
Sascha Risch (* 13. April 2000 in Emmendingen) ist ein deutscher Fußballspieler.

## Werdegang
Risch stammt aus Riegel am Kaiserstuhl und begann seine Karriere in der Jugend des Riegeler SC, bevor er 2011 in die Nachwuchsabteilung des SC Freiburg wechselte. Ab 2015 spielte er zudem in der südbadischen Regionalauswahl. Von 2016 bis 2019 besuchte er die Max Weber-Schule in Freiburg. Mit der U19 der Breisgauer gewann der Linksverteidiger 2018 den DFB-Pokal der Junioren. Im Sommer 2019 rückte Risch in die zweite Mannschaft des Vereins in der Regionalliga Südwest auf, kam dort in der anschließenden Saison jedoch in keinem Ligaspiel zum Einsatz. Erst in der folgenden Saison 2020/21 kam er dort auf erste Einsätze auf der linken Außenbahn und erreichte mit der Mannschaft den Aufstieg in die Dritte Liga, wo er daraufhin in der folgenden Spielzeit 2021/22 sein Profiliga-Debüt feiern konnte.
Nach elf Jahren im Verein verließ Risch die Breisgauer im Sommer 2022 und wechselte innerhalb der dritten Liga zum Ligakonkurrenten SV Meppen. Nachdem die Mannschaft am Saisonende abgestiegen war, verließ er den Verein im Sommer 2023 nach einem Jahr wieder und schloss sich stattdessen dem Drittliga-Aufsteiger SSV Ulm 1846 an. Mit der Mannschaft stieg er am Saisonende als Drittliga-Meister in die 2. Bundesliga auf, konnte sich selbst dabei jedoch nicht durchsetzen; nach sechs Einsätzen im Lauf der Hinrunde bestritt er in der Rückrunde der Saison nur noch ein weiteres Ligaspiel.
Im August 2024 wechselte Risch zum Drittligisten Dynamo Dresden. Nachdem er dort zunächst ebenfalls nur zu vereinzelten Einsätzen gekommen war, konnte er sich ab Ende November 2024 als Stammspieler durchsetzen und bestritt bis zum Saisonende so insgesamt 25 Spiele. Mit der Mannschaft erreichte er den zweiten Tabellenplatz, womit er im Sommer 2025 erneut den Aufstieg in die 2. Bundesliga feiern konnte.

## Erfolge
- Aufstieg in die 2. Bundesliga: 2024, 2025
- Meister der Dritten Liga: 2024
- Aufstieg in die Dritte Liga: 2021
- Meister der Regionalliga Südwest: 2021
- DFB-Pokal der Junioren: 2018